# Barranc del Colladot de Coloma
El barranc del Colladot de Coloma és un barranc del terme municipal d'Abella de la Conca, a la comarca del Pallars Jussà.
S'origina en el vessant nord-oest del Colladot de Coloma, en el vessant nord del Tossal del Montsor; davalla cap al sud-oest fent la volta pel nord-oest i l'oest del Tossal del Montsor, i s'aboca en la llau de les Llongues a llevant de Cal Teixidor, a l'extrem sud-oest de Cabidella i a migdia de Cal Moixarda i Cal Serret de Núria.

## Etimologia
Es tracta d'un topònim romànic descriptiu modern: és la llau que discorre cap a migdia des del Colladot de Coloma, d'on pren el nom.